# Pseudhyrax
Pseudhyrax és un gènere extint de mamífers notoungulats de la família dels arqueohiràcids que visqueren a Sud-amèrica des de l'Eocè inferior fins a l'Oligocè inferior, fa entre 28,4 i 48 milions d'anys. Se n'han trobat restes fòssils a l'Argentina i Xile. Les seves dents de tipus hipsodont fan pensar que es nodria de plantes abrasives, mentre que l'abundància de material fòssil en un mateix lloc suggereix que vivien en grups. El nom genèric Pseudhyrax significa ‘fals Hyrax’.